# تیم دا کلر
تیم دا کلر (هلندی: Tim de Cler؛ زادهٔ ۸ نوامبر ۱۹۷۸) یک بازیکن فوتبال اهل هلند است.

## تیم ملی
وی همچنین در تیم ملی فوتبال هلند بازی کرده است.